# Lasaia agesilas
Espèce
Lasaia agesilas est une espèce d'insectes lépidoptères (papillons) appartenant à la famille des Riodinidae et au genre Lasaia.

## Dénomination
Lasaia agesilas a été décrit par l'entomologiste français Pierre-André Latreille en 1809.

### Sous-espèces
- Lasaia agesilas agesilas
- Lasaia agesilas callaina Clench, 1972 ;  présent au Mexique, au Costa Rica, au Guatemala, au Honduras
- Lasaia agesilas esmeralda Clench, 1972 ; présent au Paraguay et au Brésil

### Nom vernaculaire
Lasaia agesilas  agesilas se nomme Narses Metalmark ou Glittering Sapphire ou Shining-blue Lasaia en anglais,.

## Description
Lasaia agesilas est un papillon à l'apex des ailes antérieures pointu au dessus bleu clair métallisé orné de marques noires.
Le revers est beige suffusé de violet et orné de lignes de marques marron à violet foncé.

## Biologie
Sa biologie est mal connue.

## Écologie et distribution
Lasaia agesilas est présent au Mexique, au Costa Rica, au Guatemala, au Honduras, à Panama, au Venezuela, à Trinité-et-Tobago, en Guyana, en Colombie, en Équateur,  en Bolivie, au Paraguay, au Pérou et au Brésil.

### Biotope
Il réside dans la forêt humide.